# Karelische Autonome Sozialistische Sowjetrepublik
Die Karelische Autonome Sozialistische Sowjetrepublik, kurz Karelische ASSR, abgekürzt KASSR war eine autonome Sowjetrepublik in der Russischen Sozialistischen Föderativen Sowjetrepublik (RSFSR) innerhalb der Sowjetunion. Hauptstadt war Petrosawodsk. In dem 172.400 Quadratkilometer großen Gebiet leben etwa 800.000 Menschen. Es lag direkt an der Grenze zu Finnland. Nach der finnischen Unabhängigkeit 1917 bildete das bei Sowjetrussland verbliebene Ostkarelien am 25. Juli 1923 die Karelische Autonome Sozialistische Sowjetrepublik (ASSR). Ab dem 31. März 1940 war die vormalige ASSR als Karelo-Finnische SSR eine eigenständige Unionsrepublik der Sowjetunion, weil die Sowjetunion Teile Finnlands annektierte und sie der ASSR angliederte. Am 16. Juli 1956 wurde das Gebiet wieder der Russischen SFSR eingegliedert. Nach der Auflösung der Sowjetunion 1991 entstand die Republik Karelien innerhalb Russlands.

Flagge der KASSR
Wappen der KASSR
Lage der heutigen Republik Karelien in Russland